# Mohedas de la Jara
Mohedas de la Jara è un comune spagnolo di 453 abitanti situato nella comunità autonoma di Castiglia-La Mancia.